# Église de la Trinité de Falaise
Pour les articles homonymes, voir Trinité.
L'église de la Trinité est une église catholique située à Falaise, en France.

## Localisation
L'église est située dans le département français du Calvados, sur la commune de Falaise.

## Historique
Une première église est édifiée au IXe siècle, dans le premier foyer urbain. Un édifice roman la remplace au XIIe siècle mais est détruit au cours du siège lors de la conquête de la Normandie par Philippe Auguste en 1204.
La reconstruction sous la forme d'une église gothique s'achève en 1240. Elle subit d'importants dommages lors du siège de 1417, pendant la guerre de Cent Ans. Si la nef est reconstruite de 1438 à 1450, il faut attendre 1510 pour que débutent les travaux du chœur achevés en 1540, et complétés par la construction de trois chapelles nord et d'un porche en 1545.
L'édifice est classé au titre des monuments historiques en 1889.